# Cumhuriyet
O Cumhuriyet (em português: "A República") é um jornal diário turco conotado com o centro-esquerda e com o CHP, que foi fundado em 7 de maio de 1924 pelo jornalista Yunus Nadi Abalıoğlu. Sediado em Istambul, a sua sede é, desde outubro de 2005, em Mecidiyeköy, tendo sido o último jornal a abandonar Cağaloğlu, o bairro tradicional da imprensa de Istambul. O jornal tem também delegações em Ancara e Esmirna.
De tendência social-democrata, é frequentemente referido como um dos jornais de referência da Turquia. Com um visual sóbrio, em linha com o tom dos seus textos, com pouca cor, poucas páginas de desporto e muito pouca atenção a mexericos, é muito crítico em relação ao primeiro-ministro Recep Tayyip Erdoğan, defendendo os direitos sociais e a herança laica de Atatürk. Isso foi evidente, por exemplo em 2004, quando em 2004 publicou na íntegra um discurso do ex-presidente francês Jacques Chirac sobre a laicidade, ao longo de cinco números seguidos.
O jornal é também conhecido pelo uso do öztürkçe, um turco que faz muito uso de neologismos criados a partir de raízes turcas, em oposição tanto aos anglicismos do Radikal, como ao vocabulário de origem árabe do jornal de tendência islâmica Tercüman.
Em abril de 2009 a circulação média diária era de 65 000 exemplares. Desde 7 de maio de 1998 que o jornal pode ser lido na Internet.

## História
A seguir à morte do fundador Yunus Nadi, a 28 de março de 1945, o Cumhuriyet ficou na posse do seu filho mais velho, Nadir Nadi, até à sua morte, em 20 de agosto de 1991. A mulher de Nadir, Berin, sucedeu ao marido à frente do jornal. Desde a morte de Berin, a 5 de novembro de 2001, que o Cumhuriyet é propriedade da Fundação Cumhuriyet. Um dos últimos diretores foi destacado colunista, jurista e escritor İlhan Selçuk (falecido em junho de 2010), que também foi presidente do conselho de administração.
Em 2008, as instalações do Cumhuriyet em Istambul forma alvo de um ataque com cocktails Molotov.
Em 2016 receberam o Prêmio Right Livelihood